# Kaiserstraße 149 (Mönchengladbach)

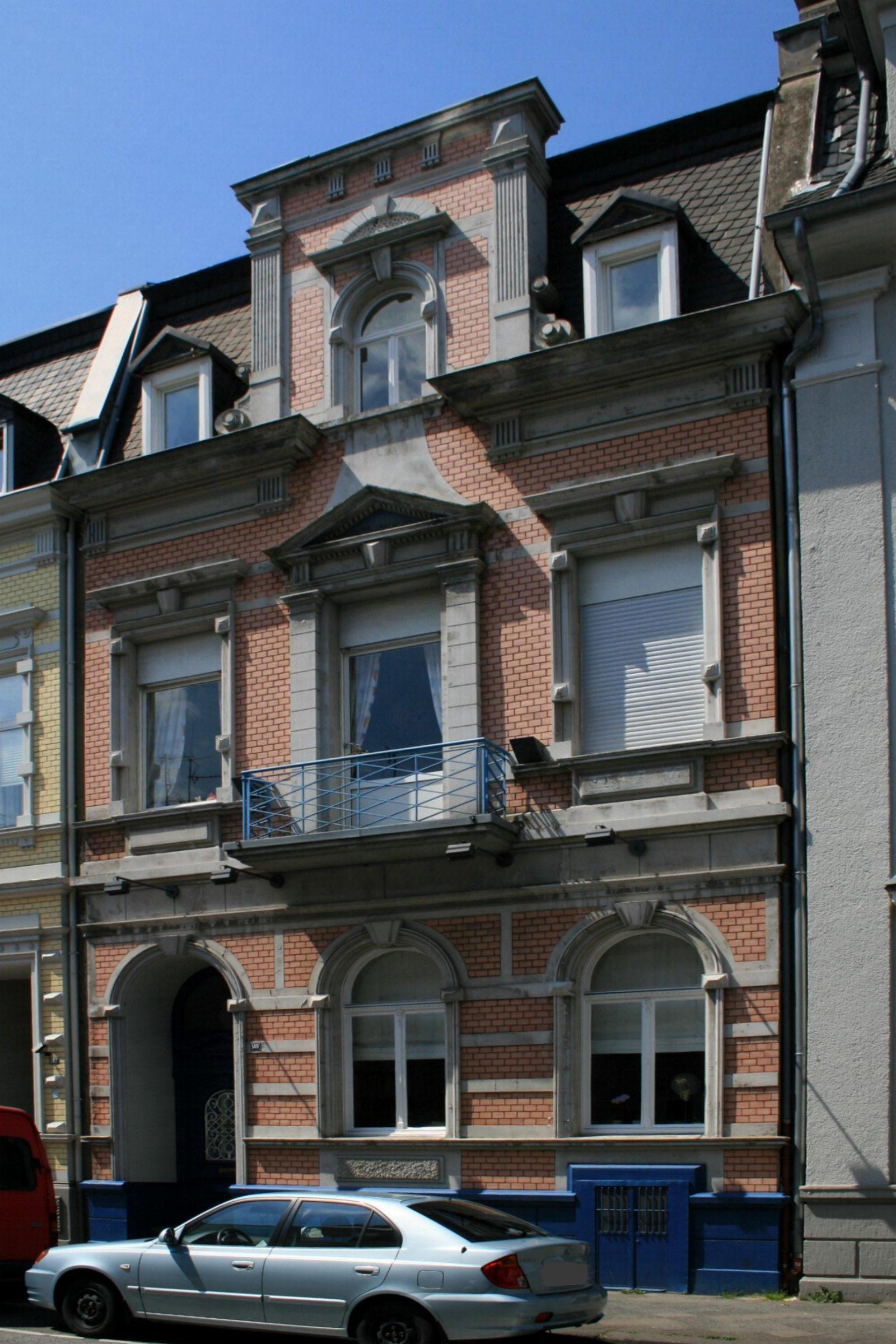
Wohnhaus (2010)

Das Wohnhaus Kaiserstraße 149 steht in Mönchengladbach (Nordrhein-Westfalen).
Das Gebäude wurde 1900 erbaut. Es wurde unter Nr. K 069 am 27. Februar 1991 in die Denkmalliste der Stadt Mönchengladbach eingetragen.

## Lage
Das Objekt liegt als Bestandteil eines historistischen Ensembles in der Kaiserstraße im Bereich zwischen Humboldtstraße und Lessingstraße.

## Architektur
Es handelt sich um ein traufenständiges, zweigeschossiges, dreiachsiges historistisches Wohnhaus mit Balkon im ersten Obergeschoss, Mansarddach und mittelaxial angeordnetem Zwerchgiebel. Sockel mit Putzquaderung und Sohlbankgesims. Im Erdgeschoss, erstem Obergeschoss und Dacherker prägt eine gelbrot erfasste Ziegelverblendung die Fassade. Das Erdgeschoss betonen zusätzlich horizontal verlaufende, diamentierte Beschlagwerk-Leisten.
Ein tief eingeschnittener, rundbogiger Hauseingang in der linken Achse führt in das Gebäude, zwei Rundbogenfenster auf durchlaufendem Sohlbankgesims belichten das Erdgeschoss. Ein Blindfries mit aufgesetztem Geschossgesims leitet in das erste Obergeschoss über. Die beiden äußeren Fenster zeigen eine gerade Fensterverdachung, das mittlere ist als Portikus mit toskanischen Pilastern und Dreiecksgiebelverdachung mit Tür und Balken ausgebildet. Alle drei hochrechteckigen Fenster weisen ein geschlossenes Oberlicht auf.
Das Traufgebälk mit Dachgesims ist in der mittleren Achse gesprengt, es leitet in ein waagerecht verdachtes, lateral von Pilastern gerahmtes Zwerchhaus mit Rundbogenfenster unter Verdachung über. Der obere Giebelaufsatz des Zwerchhauses ist verloren gegangen. Im Dachgeschoss flankiert je eine Dachgaube mit hochrechteckiger Befensterung unter Dreiecksgiebel das Zwerchhaus.